# Michael Pachter
Michael Pachter, vielleicht auch Hermann Pachter (Vorname unsicher), war ein deutscher Fußballspieler.

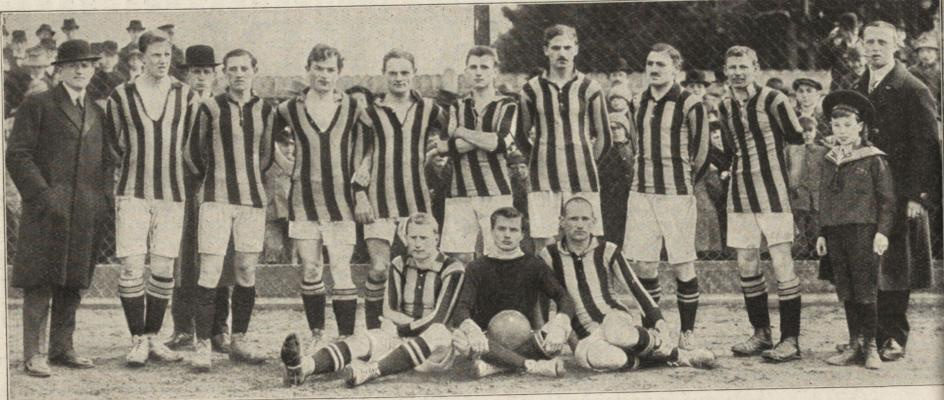
SpVgg Fürth 1913: Burger, Lang, Franz, Mütze, Isenmann, Wunderlich, Riebe, Hirsch, Schmidt, Trainer Townley mit Sohn Jimmy, Weicz, Pachter, Wellhöfer

Pachter gehörte von 1912 bis 1923 der SpVgg Fürth an, für die er als Torwart in den vom Verband Süddeutscher Fußball-Vereine ausgetragenen Meisterschaften seine ersten beiden Saison in der Ostkreisliga bestritt und mit neun und zwölf Punktspielen zu beiden regionalen Meisterschaften beitrug.
Als Teilnehmer an der Endrunde um die Süddeutsche Meisterschaft 1913 belegte seine Mannschaft den vierten Platz unter den vier Kreismeistern, 1914 gewann sie die Süddeutsche Meisterschaft und war infolgedessen für die Endrunde um die Deutsche Meisterschaft qualifiziert. In dieser bestritt er das am 17. Mai 1914 auf dem heimischen Sportplatz am Ronhofer Weg das mit 4:3 n. V. gegen den Berliner BC gewonnene Halbfinale. Im Finale, das am 31. Mai 1914 auf dem Magdeburger Viktoria-Platz mit 3:2 n. V. gegen den VfB Leipzig gewonnen wurde, hütete an statt seiner, Hermann Polenski das Tor.
Nach dem Ende des Ersten Weltkriegs kam er in der Saison 1918/19 in den vom Süddeutschen Fußball-Verband – wie sich der Vorgängerverband ab 1914 nannte – zunächst in der Bezirksliga Mittelfranken zu einem Einsatz, in der Saison 1919/20 in der Kreisliga Nordbayern, wie auch 1921/22 und 1922/23 zu jeweils zwei Einsätzen.

## Erfolge
- Deutscher Meister 1914
- Süddeutscher Meister 1914
- Ostkreismeister 1913, 1914